# Kendall Reyes
Kendall Reyes (Nashua, 26 settembre 1989) è un giocatore di football americano statunitense che gioca nel ruolo di defensive end per i San Diego Chargers della National Football League. Fu scelto nel corso del secondo giro (49º assoluto) del Draft NFL 2012 dai Chargers. Al college ha giocato a football a Connecticut.

## Carriera professionistica

### San Diego Chargers
Il 27 aprile 2012, Reyes fu scelto nel corso del secondo giro (49º assoluto) del Draft NFL 2012 dai San Diego Chargers. Nella sua stagione da rookie disputò tutte le 16 partite, 4 delle quali come titolare, mettendo a segno 28 tackle, 5,5 sack e un passaggio deviato.

## Vittorie e premi
Nessuno

## Statistiche
| Partite totali      | 16  |
| Partite da titolare | 4   |
| Tackle totali       | 28  |
| Sack                | 5,5 |
| Intercetti          | 0   |

Statistiche aggiornate al 21 febbraio 2013